# فرسن-آن-سلنوا
فرسن-آن-سلنوا (به فرانسوی: Fresnes-en-Saulnois) یک کمون در فرانسه است که در Canton of Château-Salins واقع شده‌است.

## خصوصیات
فرسن-آن-سلنوا ۱۲٫۸۹ کیلومترمربع مساحت و ۱۷۸ نفر جمعیت دارد و ۳۸۲ متر بالاتر از سطح دریا واقع شده‌است.